# Magyarországi Szocialista Munkáspárt
A Magyarországi Szocialista Munkáspárt (MSZMP) 1925-ben alakult legális forradalmi munkáspárt volt, amelyet elsősorban kommunisták és szociáldemokraták hoztak létre. A párt valójában az akkoriban illegalitásba kényszerült KMP fedőszerveként működött.

## Programja
A párt ideológiája az ország demokratikus átalakításának kiteljesítését célozta, amely folyamatnak a végén a szocializmus gazdasági-társadalmi bevezetését kívánta elérni.
Szervezőmunkáját legfőképpen a parasztság és az ifjúság körében folytatta, és erőfeszítéseit a munkásegység megteremtésére irányította.
A párt elnöke Vági István volt.

## Kongresszus
A párt 1925-ben tartotta meg I. kongresszusát Bécsben, amely tulajdonképpen a KMP kongresszusa volt.

## Bukása
A párt helytelen stratégiát választott a proletárdiktatúra teljes megvalósítására, valamint a szervezet és tagsága ellenségesen viszonyult a MSZDP-hez. A párt tagjai az ellenséges környezetben számos konspirációs hibát követtek el, és a megnövekvő támadási felület miatt a letartóztatások száma a pártfunkcionáriusok körében megnövekedett. A sorozatos letartóztatások és az ideológiai tévutak miatt a párt elveszítette működőképességét, tevékenységét a hatalom 1928-ban betiltotta.
A párt vezetőit bebörtönözték, Fürst Sándort és Sallai Imrét 1932-ben kivégezték.

## Külső hivatkozások
- a Magyarországi Szocialista Munkáspárt iratai, Politikatörténeti és Szakszervezeti Levéltár, PIL 678. f.